# Sieliszcze (sielsowiet Hołubicze)
Sieliszcze (biał. Селішча; ros. Селище) – wieś na Białorusi, w obwodzie witebskim, w rejonie głębockim, w sielsowiecie Hołubicze.

## Historia
W czasach zaborów w granicach Imperium Rosyjskiego.
W dwudziestoleciu międzywojennym wieś leżała w Polsce, w województwie wileńskim, w powiecie dziśnieńskim, do 11 kwietnia 1929 w gminie Dokszyce, następnie w gminie Hołubicze.
Według Powszechnego Spisu Ludności z 1921 roku zamieszkiwało tu 98 osób, 20 było wyznania rzymskokatolickiego a 78 prawosławnego. Jednocześnie 24 mieszkańców zadeklarowało polską przynależność narodową a 74 białoruska. Było tu 20 budynków mieszkalnych. W 1931 w 25 domach zamieszkiwało 108 osób.
Miejscowość należała do parafii rzymskokatolickiej w m. Zaszcześle i prawosławnej w Hołubiczach. Podlegała pod Sąd Grodzki w Głębokiem i Okręgowy w Wilnie; właściwy urząd pocztowy mieścił się w Hołubiczach.